# Parafia Nawiedzenia Najświętszej Maryi Panny w Klenicy
Parafia Nawiedzenia Najświętszej Maryi Panny w Klenicy – parafia rzymskokatolicka, terytorialnie i administracyjnie należąca do diecezji zielonogórsko-gorzowskiej, do dekanatu Sulechów, erygowana w 1782. W parafii posługują księża diecezjalni.